# Tamna' (Qataban)
Tamnaʿ (sabeo tmnʿ, in arabo تمنع‎?) o Timnaʿ è stata un'antica città del regno preislamico sudarabico del Qataban (attuale Yemen), di cui costituiva la capitale.
Nel I millennio a.C., Tamnaʿ era un importante centro mercantile, ganglio fondamentale della via dell'incenso, trasportato con carovane di dromedari negli empori mediterranei (Gaza e Petra principalmente), ma anche  mesopotamici e iranici.
Uno scavo archeologico statunitense ha lavorato negli anni cinquanta sul sito, i cui resti urbani hanno messo in luce il ruolo di spiccata importanza, politica, economica e culturale, del Qataban.